# 沃里克·埃斯特万·克尔
沃里克·埃斯特万·克尔（葡萄牙語：Warwick Estevam Kerr，1922年9月9日—2018年9月15日），巴西农业工程师、遗传学家、昆虫学家，因发现蜜蜂的性别决定系统而闻名。他同时还负责一些相关的实验性研究，包括1957年研究杀人蜂——一种基因变异的非洲蜂，这种非洲变种蜜蜂是欧洲蜜蜂和東非蜂杂交而生的变种，牠們的大量繁衍曾导致杀人蜂种群的不断扩张，席卷至原本由欧洲蜂群所主宰的整个大洲，造成全国的恐慌。

## 生平
沃里克·埃斯特万·克尔，1922年出生于巴西圣保罗州聖安娜-迪巴納伊巴的一个苏格兰移民家庭，父亲是Américo Caldas Kerr，母亲是Bárbara Chaves Kerr。1925年，全家迁往皮拉波拉。克尔在圣保罗州的Mackenzie度过了他的中学和预备大学时期，最终他被圣保罗大学录取，并从农业学院毕业，在那他成为了一名农业工程专家。
1975年3月至1979年1月，克尔迁往亚马孙州的马瑙斯居住，主要负责建立并指导亚马孙州立学院调查组工作，这个研究机构当时是由国家科技发展委员会所创立的。
1981年，克尔从圣保罗大学退休，但这并不意味着其科学生涯的結束。11年后，他获得了位于马拉尼昂州圣路易斯的马拉尼昂联邦大学的正教授职位，并为学校创立了生物学院，担任院长（1987年-1988年）。随后他又在1988年2月赴米纳斯吉拉斯州的乌贝尔兰迪亚联邦大学担任大学的遗传学教授至今。
克尔的夫人是Lygia Sansigolo Kerr教授，他们拥有7个孩子：Florence、Lucy、Americo、Jacira、Ligia Regina、Tânia和Hélio Augusto，以及17个孙辈Caetano、Bárbara、Priscila、Beatriz、Gustavo、Daniel、Sabrina、Frederico、Carla、Marta、Alexandre、Lucas、Jonatas、Matheus、Flávia、Warwick Neto、Tiago。克尔平时喜欢培植一些本地的植物，包括鲜花、兰花和水果等，同时还爱好运动和园艺。

## 科学贡献
克尔的科学生涯是从皮拉西卡巴开始的，他在那获得了博士学位，爾后受雇成为助理教授。1951年和1952年，他與美国加利福尼亚大学和哥伦比亚大学的客座教授和著名遗传学家多布然斯基博士（Theodosius Dobzhansky，1900年～1975年）一起工作。
1958年，他受Dias da Silveira教授的要求，协助他在Rio Claro组建Rio Claro科学院生物学院，这个科学院隶属于当时刚成立的圣保罗州立大学。克尔在那里一直待到1964年，他所负责的是指导研究小组研究有关蜜蜂的遗传。1962年至1964年期间他作为科学部长组建了圣保罗州研究基金会。
1964年12月，他获得了圣保罗大学Ribeirão Preto医学院的遗传学正教授一职，并为学院组建了新的遗传科系。在这个新的科系下，克尔博士创建了一个研究中心，专门对昆虫遗传和人类遗传方面的领域进行研究，除此之外，他还培养了一大批该领域的硕士生和博士生。这个科系也包括数学生物学和生物统计学在内的一些新的研究和教学领域， 这些新的学科在巴西的医学院中也属于首创，同时克尔还成为了在生物与医学中使用電腦作分析的先驱者，尤其是应用于畜牧业的遗传学中。
克尔始终没有停止过对麦蜂属蜜蜂的研究，其中最著名的是进行的非洲蜜蜂和意大利蜜蜂（学名：Apis mellifera ligustica）杂交实验，其杂交后的种名称为无刺蜂，是一种拉丁美洲的野生蜜蜂，经常有食肉的行为（在葡萄牙语被称为meleiros）。虽然这个研究非常著名，但这却是由一场混乱引起的实验。当时克尔从非洲引进了非洲蜜蜂，饲养在他位于Rio Claro的研究用的蜂箱内，然而意外发生了，数群非洲蜜蜂逃离了蜂箱，进入了森林，与当地野生的欧洲蜜蜂杂交繁衍，产生了一种比欧洲蜜蜂要强悍凶暴数倍的蜂种，进而蔓延至整个大洲。新的蜂种造成了全国甚至全球的恐慌，袭人致死事件时有发生，这种蜜蜂就是后来被称为的杀人蜂。

## 荣誉
克尔出版过620份专著，其身份除了巴西科学学会的会员外，还是美国国家科学院以及第三世界科学院的国外合作者。1994年，伊塔玛·弗兰科总统授予他国家科学功勋奖章。